# Motte castrale d'Hasencort
Pour les articles homonymes, voir Azincourt (homonymie).
Ne pas confondre avec Agincourt, commune de Meurthe-et-Moselle ou Azincourt, commune du Pas-de-Calais ou la bataille d'Azincourt
La motte castrale d'Hasencort ou château d'Hasencort deviendra la ferme d'Azincourt située à Émerchicourt dans le département du Nord. Elle est située à la limite de partage des eaux de l'Escaut et de la Scarpe.
Le nom d'Azincourt s'étendra à une compagnie minière, une carrière, une voie ferrée et ne doit pas être confondu avec celui de la bataille d'Azincourt ou du village d'Azincourt dans le Pas-de-Calais.
L'histoire du lieu est millénaire puisqu'il est évoqué une motte féodale ou un tertre d'un tombeau gaulois, puis un château détruit en 1181 par Baudouin V de Hainaut, domaine repris en début XIIIe siècle par Gilles Brousse, seigneur de Denain et d'Hasencort.
La ferme actuelle est datée par un chronographe situé sur le porche d'entrée de 1726. Une distillerie y sera installée. Des souterrains subsisteraient.
En 1840 elle fera partie de la concession Compagnie des mines d'Azincourt. Il subsiste à proximité le cavalier d'Azincourt et la carrière d'Azincourt.

## Géologie
Le mont d'Azincourt culmine à 70 mètres mais sépare les vallées de l'Escaut de la Scarpe. Le calcaire est visible au-dessus de la nappe phréatique dans la carrière d'Azincourt.

## Contexte archéologique régional
Le morcellement du pouvoir au Moyen Âge, marqué par la perte d'autorité des comtes et princes au bénéfice d'une aristocratie locale, s'accompagnent de la construction de forteresses pour établir des seigneuries châtelaines.
Ces châteaux étaient en fait construits sur le principe de la  motte castrale qui a connu une large diffusion au Moyen Âge. Elle est composée d'un rehaussement important de terre rapportée de forme circulaire, le tertre. La terre provenait du creusement des fossés. Une palissade de bois et une tour de bois terminaient la haute-cour. La basse-cour accueillait les activités, elle-même entourée d'un fossé et d'un talus palissadé.
Dans le Douaisis révèle plusieurs mottes castrales
- Auby, près de l'église ; fouillé en 2002, 2005, 2007 ,vestige d'un fossé médiéval, deux chaussées perpendiculaire du XIIe et XIIIe siècle.
- Écaillon ; fouillé en 1989; motte tronconique de 30 m de diamètres entourée d'un fossé coiffé d'une enceinte maçonnée ; un donjon résidentiel et une cave voutée.
- Bugnicourt rue de la Rose; fouillé en 2005, installé au XIe siècle.
- Guesnain place Roger-Salengro, fouillé en 2001, vestige d'un silo du XIe siècle de 5 m3, cellier à banquette et Bove des XIIe et XIVe siècles
- Oisy-le-Verger, rue du Château, fouillé en 2008, à emplacement d'un ancien village carolingien, les vestiges d'un ancien donjon, d'un puits à eau, d'un silo du XIIe siècle.

Puis le Haut Moyen Âge apporte la transformation des villages comme à  :
- Dechy, rue Victor-Hugo, fouillé en 2001, vestiges d'une unité agricole formée de deux grands bâtiments avec une organisation en parcelles.

À partir du XIIIe siècle verront apparaître les maisons fortes seigneuriale telles :
- Douai La motte Juilen ; fouillé en 1983, 1995 et 2002, vestiges du XVIe siècle une ferme en U avec une cour de 30 m par 25 m.
- Cuincy, la ferme de la Hauterive, cense de l'abbaye d'Anchin du début XVIIe

La ferme d'Azincourt s'est installée en 1726 au sommet de cet immense plateau calcaire d'Émerchicourt . Près de cette ferme existait une butte qu'on appelle le mont d'Azincourt. C'est un tertre de deux cents pieds de diamètre au sommet et de douze cents pieds de circonférence à sa base. Il est entouré de fossés encore très bien marqués à l'ouest et pleins d'eau.
Sur ce tertre était une tour ou plutôt ce monticule s'est formé des débris d'un château fort dont on ignore l'origine. Par les fouilles a été reconnu de la maçonnerie intérieure et peut être qu'en y faisant une galerie latérale profonde, on reconnaîtrait que cette motte n'était dans le principe autre chose qu'un tombeau gaulois.

## Un peu d'histoire
Un château existait sur les hauteurs d'Émerchicourt. Château qui fut détruit en 1181.
En 1181 Gérard, un prévôt de Douai, sieur d'Émerchicourt blessa dangereusement en combat singulier un de ses cousins Berniers, seigneur de Roucourt. Pour le punir le comte Baudouin V de Hainaut brûla ses propriétés et rasa le manoir seigneurial. Le sieur Wuillaume de Rœulx ; neveu du délinquant ; tua à Dechy pour le venger un des familiers du comte Baudouin V de Hainaut, Paschal, simple sergent sans armes. En retour Baudouin V de Hainaut incendia le village de Rœulx et détruisit tous les biens des consanguins du prévôt Gérard,,.
Au début du XIIIe siècle, Gille Brouche, seigneur d'Hasencort occupait les lieux . Il était également seigneur de Denaing
Gille Brouche ou Gille Bronche ou Gilles Broisse  vendra ses biens d'Azincourt à diverses reprises. Ainsi en février 1225 et en décembre 1238 aux religieuses des Prés par son vassal Wauthier à Marie Watrescot selon une charte de novembre 1246 de l'abbaye de Flines

En 1251 une autre vente par Gilles "Broisse" de cens en blé et avoine, de 20 muids de terre à Azincourt à Olivier de Douayeul, Richard "Taion" et Gérard de Gouy

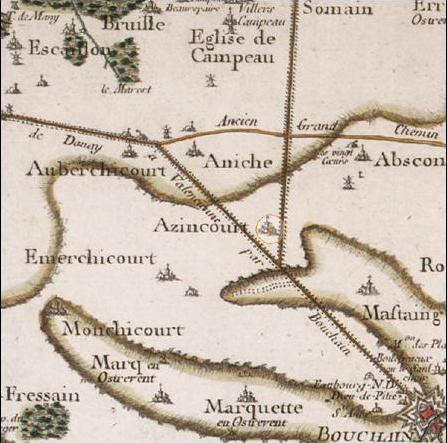
Azincourt et son environnement - Carte de Cassini (XVIIIe siècle)
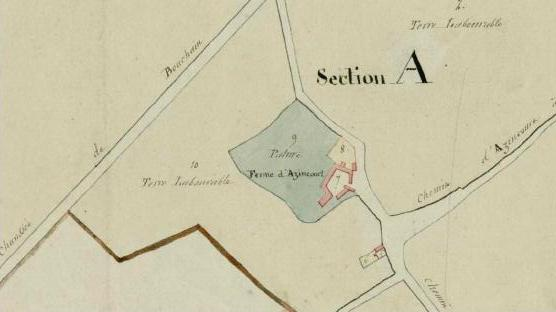
Ferme d'Azincourt - époque du Consutat français vers 1800
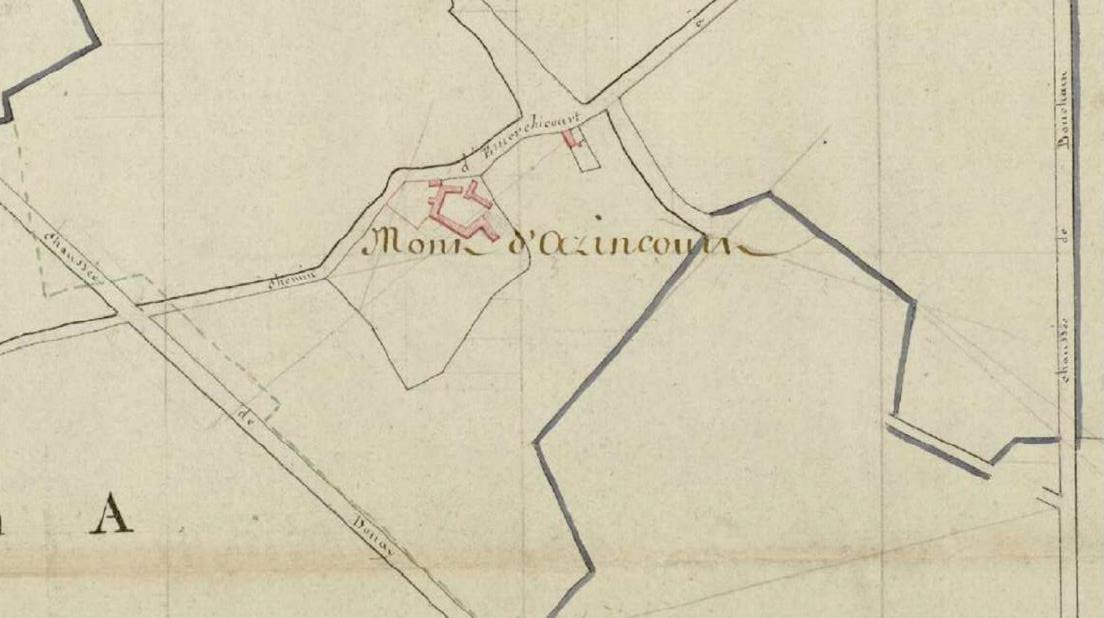
Mont d'Azincourt - cadastre de 1810
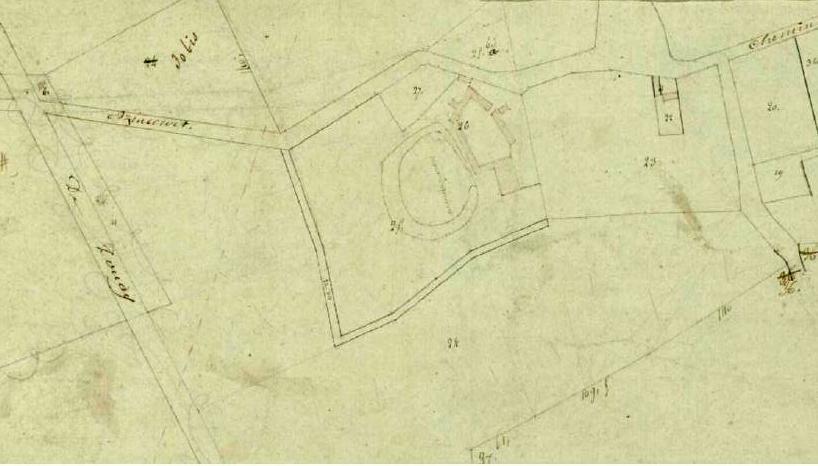
Mont d'Azincourt - détail du cadastre de 1810
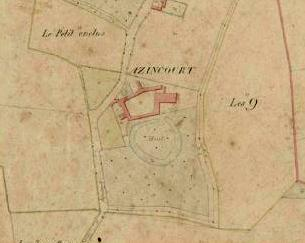
Azincourt - cadastre de 1851

## Armoiries et toponymie
Les armoiries de cette terre étaient d'argent à l'aigle éployée de gueules membrée et becquée d'azur. On écrivait autrefois Hasencourt  ou Hasencort

## Ferme d'Azincourt

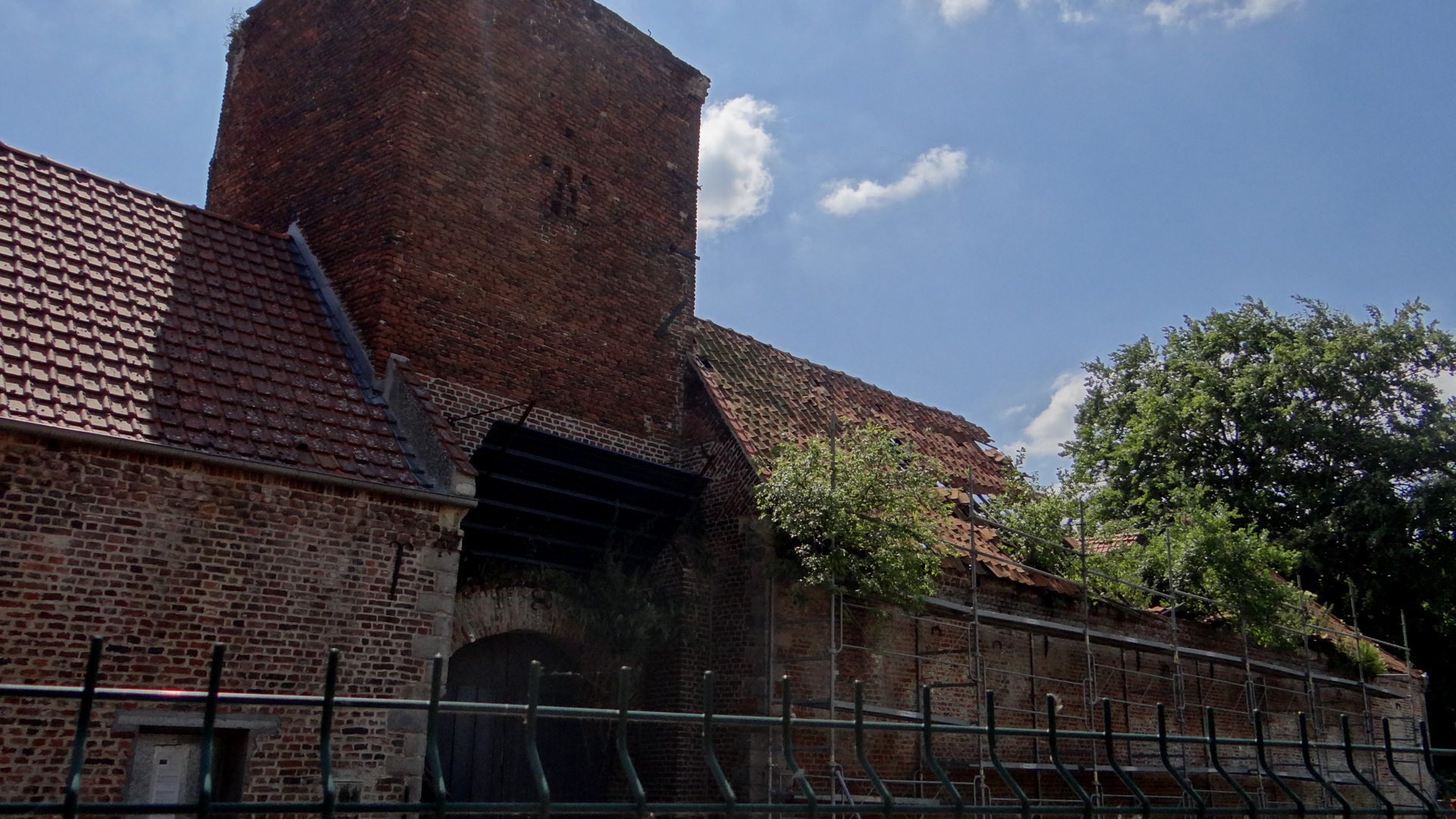
Chronographe de 1726 sur le fronton du porche d'entrée de la ferme d'Azincourt

Les bâtiments actuels sont construits vers 1726 et d’après les différents cadastres subissent peu d'évolutions jusqu'à nos jours.
En 1830 la ferme est décrite de la manière suivante : « Non loin de cette butte et de la ferme étaient une église et un petit village dont on indique encore la place et qui ayant été ruinés pendant les guerres de Louis XIV ont fait réunir la commune au territoire d'Émerchicourt. C'est une des plus belles vues du pays Azincourt dominant les vallées de la Scarpe et de l'Escaut. Les terres qui l'entoureraient sont légères mais fertiles et l'on s'étonne qu'un si bel endroit soit laissé à des laboureurs qui peu soigneux de la cour de leur ferme vivent au milieu du fumier dans un lieu qu'il serait si facile de tenir propre et de transformer en une agréable habitation » 

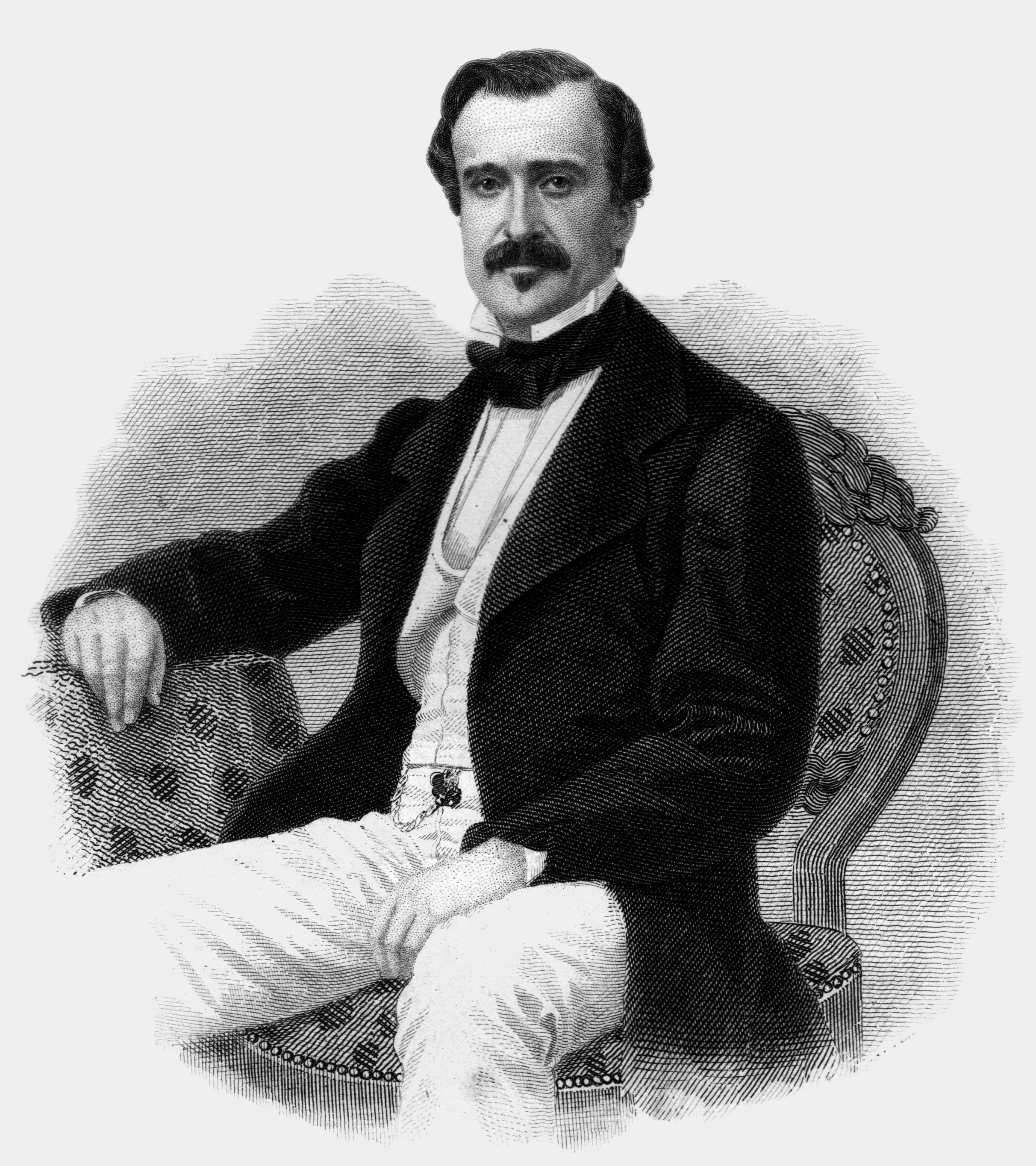
Marquis de Moustier (1817-1869), ministre des Affaires étrangères

En 1861, Hary de Oisy-le-Verger exploite, à Emerchicourt (Nord), la ferme d'Azincourt avec 120 hectares de culture; il installa dans cet établissement une distillerie agricole travaillant environ 20 000 kilogrammes de racines en vingt-quatre heures.
Avec les cendres de la verrerie Patoux & Drion, Hary amende les sols qu'il complète de chaux fusée fabriquée sur place à raison de 3 hectolitres l'hectare. Avec des pierres récupérées près des fosses de charbon, il rend carrossables les chemins environnants en y étalant 40 cm de pierre.
Les bâtiments étaient en ruine, alors le comte de Moutiers, ambassadeur à Constantinople, propriétaire de la ferme d'Azincourt, remet des fonds pour les travaux et le drainage des terres. Mais ces terres étaient envahies de chiendent et les plantations de betteraves et de pommes de terre permirent de l'éliminer. Le précédent exploitant, en permanence ivre, avait laissé l'exploitation en piteux état.
Les terres d'Azincourt, d'un loam riche et profond, étaient depuis longtemps abandonnées à une culture négligée,.

### La ferme d'Azincourt de 1940 à 1997
De 1940 à 1968 elle fut la propriété d'Alfred Locquet et son épouse avec 200 hectares puis rachetée par Étienne Van De Weghe, qui était déjà fermier à Émerchicourt, à la ferme de Vicoignette
Délaissée, la ferme d'Azincourt passa dans les mains de M. et Mme Bougaut qui y supprimèrent toute activité agricole, pour en faire Les Haras d'Azincourt, consacrés bien sûr à l'équitation. L'activité y fut assez réduite et après le décès de Mme Bougaut en 1985, la ferme resta inhabitée pendant quelques années avant d'être reprise par une association.

### Association La ferme d'Azincourt
Le 21 juin 1997 une déclaration au journal officiel des associations parait pour l'association de la ferme d'Azincourt dont l'objet est « création d'un site de réinsertion, réalisation d'actions d'insertion ; réalisation d'actions de formation ; réalisation d'actions sociales ; réalisation d'actions professionnelles ; réalisation d'actions culturelles ; réalisation de toutes manifestations sociales professionnelles culturelles et festives gratuites ou payantes pouvant favoriser les buts de l'association. »

### De l'argent public à l'envol en fauconnerie
En 2003 la communauté de communes Cœur d'Ostrevent achète la ferme d'Azincourt 130 000 € pour la revendre 50 000 € en 2012 .
Un appel à projets est lancé en février 2004 pour « Étude de définition et de faisabilité du projet de développement touristique et culturel sur le site de la ferme d'Azincourt (sur la commune d'Émerchicourt » « qui associerait la création d’un centre régional de ressources sur les pratiques artisanales, d’un centre d’interprétation de la motte féodale présente sur le site et de capacités de restauration et d’hébergement. Le public pourrait découvrir les pratiques artisanales sur place. »
En 2012, le maire d'Émerchicourt retient le projet privé de mettre en place une fauconnerie 